# Jacques Calès
Jacques Calès (ur. 17 lipca 1915 w Saint-Louis) – francuski kierowca wyścigowy.

## Biografia
W 1955 roku zajął Simką 1100 drugie miejsce w Grand Prix Bordeaux. W 1960, ścigając się Stanguellini, został mistrzem Francuskiej Formuły Junior. Zajął również drugie miejsce w cyklu Campionato A.N.P.E.C./Auto Italiana d'Europa. W 1961 roku uczestniczył w pojedynczych wyścigach w RFN i NRD. W sezonie 1962 zajął szóste miejsce w Grand Prix Węgier.